# Mumiksaa
Mumiksaa, tidigare benämnd Frechette Island, är en ö i Kanada.   Den ligger i territoriet Nunavut, i den nordöstra delen av landet, 3 000 km norr om huvudstaden Ottawa. Arean är 12,7 kvadratkilometer.
Terrängen på Mumiksaa är kuperad. Öns högsta punkt är 731 meter över havet. Den sträcker sig 7,9 kilometer i nord-sydlig riktning, och 5,2 kilometer i öst-västlig riktning.
Trakten runt Mumiksaa består i huvudsak av gräsmarker.